# Josef Mengele
Josef Mengele [ˈjoːzɛf ˈmɛŋələ] (Günzburg, Baviera, 1911 - Bertioga, 1979) fou un oficial nazi de les SS, metge en el camp d'extermini d'Auschwitz-Birkenau. Va doctorar-se en antropologia a la Universitat de Múnic, i en medicina a la Universitat de Frankfurt.
Com a metge de les SS del camp, supervisava la selecció dels presoners en la seva arribada, per determinar qui havia de ser assassinat i qui era apte per al treball forçat. També realitzà experiments amb els presoners, entre els quals era conegut com l'"Àngel de la Mort". Va servir en la 5a Divisió Panzergrenadier SS Wiking al Front Oriental. El 1942, va ser ferit al front rus i va ser declarat mèdicament no apte per al combat, essent ascendit al rang de SS-Hauptsturmführer per salvar la vida de dos soldats alemanys. Va sobreviure a la guerra, i després de viure d'amagat a Alemanya, va fugir a Amèrica del Sud, on es va convertir en un dels criminals de guerra nazis més buscats.
Va morir l'any 1979. El soterraren al cementiri d'Embu, amb el nom fals de Wolfgang Gerdhard, amb la presència del seu fill Rolf.
El 1985, sis anys després, les seues restes foren exhumades. La identificació de les despulles mortals, si bé no fou concloent al cent per cent, va resultar satisfactòria per als qui el cercaven. Coincidia l'alçada, l'edat i un defecte dental.
L'any 1992, l'anàlisi de l'ADN va confirmar definitivament la seua identitat.